# Sinornithosaurus
Genre
Espèces de rang inférieur
- † Sinornithosaurus millenii[1], 1999 (Espèce type)
- † Sinornithosaurus haoiana[2], 2004

Sinornithosaurus est un genre éteint de tout petits dinosaures à plumes de la famille des droméosauridés dont le nom signifie « Oiseau-lézard chinois ».
Il a été trouvé uniquement dans le Crétacé inférieur (Aptien) de la formation géologique d'Yixian (Biote de Jehol) en Chine, dans la province de Liaoning au nord-est de la Chine.
Il en existe 2 espèces :
- Sinornithosaurus millenii[1] ;
- Sinornithosaurus haoiana[2].

## Découverte

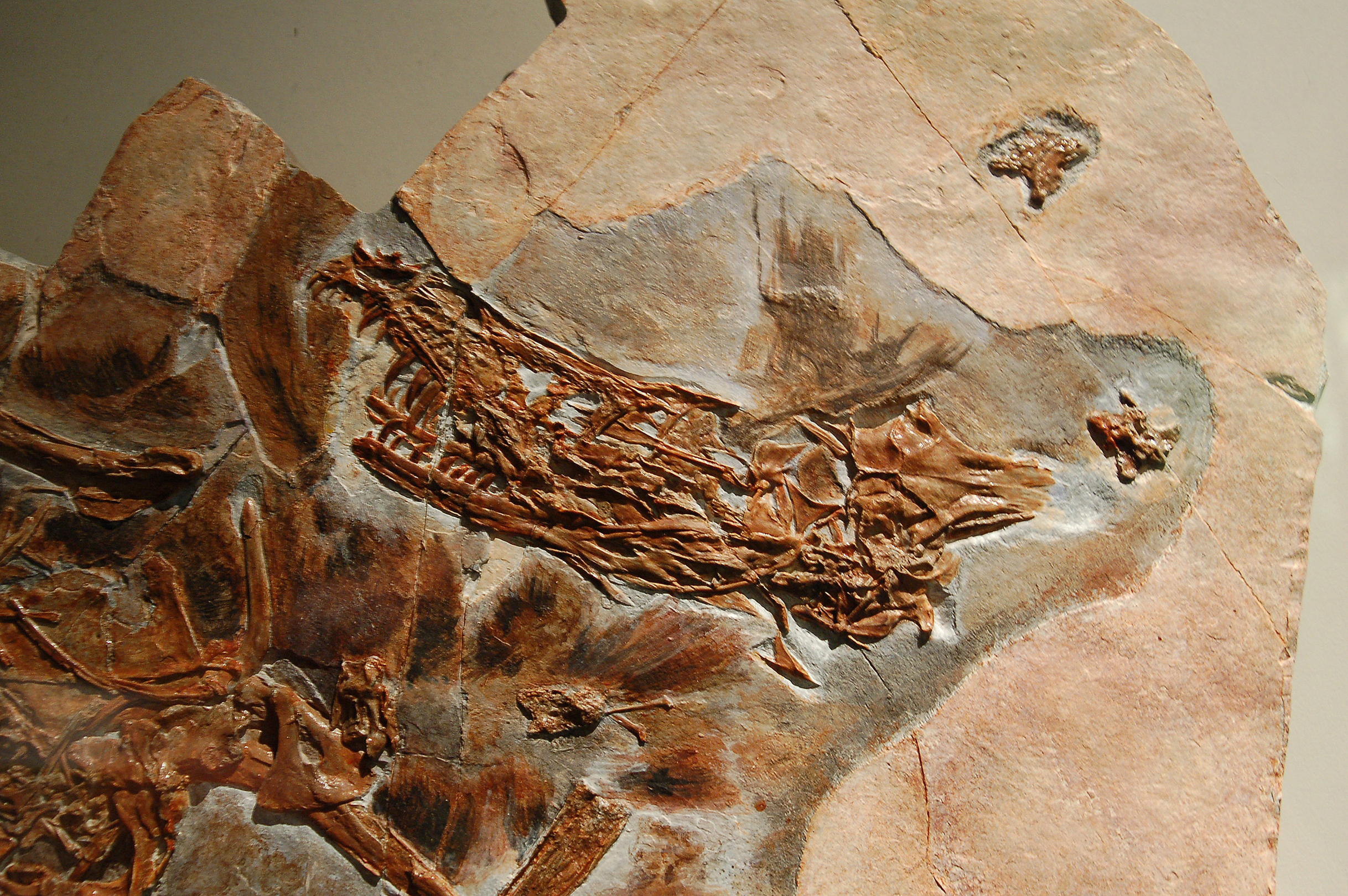
Holotype de Sinornithosaurus millenii. On note clairement la présence de plumes autour du squelette.

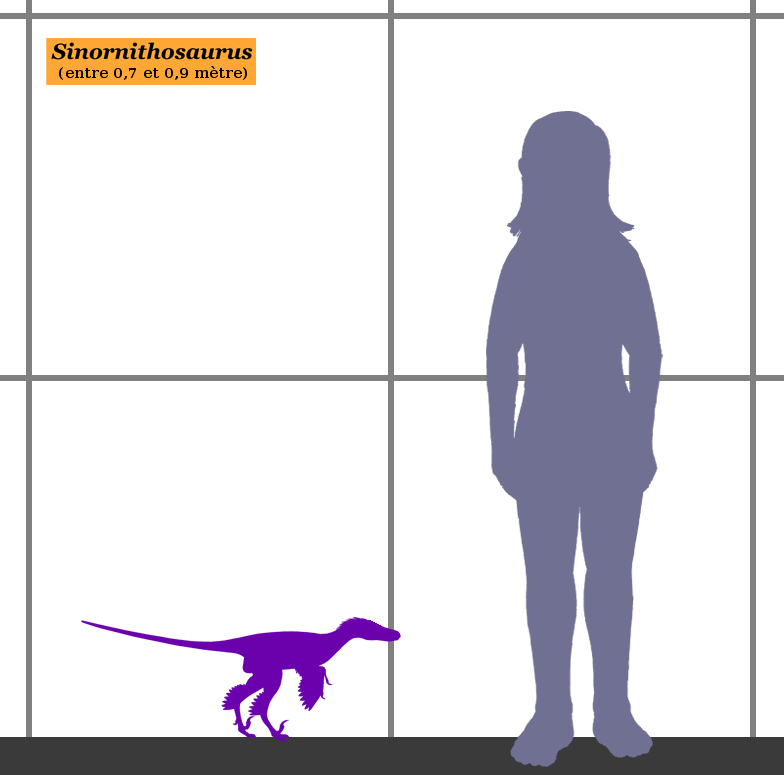
Comparaison de la taille d'un Sinornithosaurus avec un humain.

Dessin du crâne de Sinornithosaurus, retenant l'hypothèse de crocs venimeux : En « A » : sac à venin, en « B » : conduit du venin, en « C & D » crocs du maxillaire montrant quelques rainures qui auraient permis l'écoulement du poison.

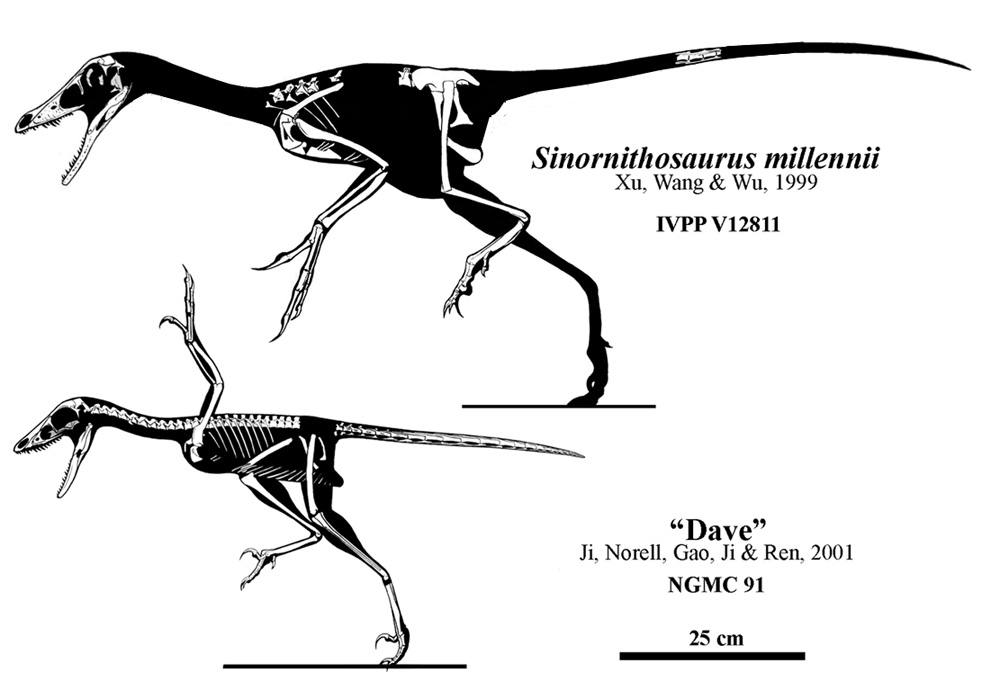
Comparaison de l'holotype de Sinornithosaurus millenii et de NGMC 91.

Un squelette presque complet de Sinornithosaurus millenii a été découvert en 1999, en Chine, dans la formation de Jehol du Crétacé inférieur de la province du Liaoning. Ses découvreurs sont Xu Xing, Wang Xiaolin et Wu Xiaochun, de l'institut de la Paléontologie et de la Paléoanthropologie des Vertébrés (IVPP) de Beijing. On avait précédemment retrouvé beaucoup d'autres dinosaures à plumes, ancêtres des oiseaux, dans cette région, comme Sinosauropteryx prima.
Le code assigné à l'holotype de Sinornithosaurus a été IVPP V12811. Il a été placé dans l'institut de la Paléontologie et de la Paléoanthropologie des Vertébrés.
Un autre spécimen, parfaitement conservé, a été décrit en 2001 par Ji Qian et al. sous le nom de code NGMC 91. Cet animal de plus petite taille, après beaucoup d'hésitations, est attribué depuis le début des années 2010 à l'espèce Sinornithosaurus millenii.

## Description

### Taille
Sinornithosaurus faisait partie des plus petits dromaeosauridés, avec une longueur d’environ 90 centimètres[réf. nécessaire]. En 2010, Gregory S. Paul avait donné des estimations plus élevées, c'est-à-dire de 1,20 mètre avec un poids de trois kilogrammes.

### Plumes
Sinornithosaurus possédait sur ses bras des plumes proches de celles des oiseaux actuels, mais, à la différence de celles-ci, ne possédaient pas de barbules (branches possédant des crochets, les barbicelles, qui lient les barbes de la plume et les rendent solidaires les unes des autres), ce qui l'empêchait de décoller du sol. Sur le reste de son corps, il possédait également d'autres plumes, plus semblables cette fois-ci au duvet des oiseaux actuels.

### Peau
En 2018, une étude de Maria E. McNamara et ses collègues sur les fossiles très finement préservés, à l'échelle nanométrique, de Sinornithosaurus de la formation de Jehol en Chine, a mis en évidence la présence de fragments de peau desquamée. Il s'agit de pellicules que perdait l'animal, à la différence des reptiles actuels qui se débarrassent de leur peau en grandes plaques ou en un seul morceau,. Des fragments de peau similaires, ou cornéocytes, ont été retrouvés dans la même formation géologique, âgée de 125 Ma (millions d'années), chez  deux autres dinosaures, Microraptor et Beipiaosaurus et chez un oiseau primitif : Confuciusornis.

### Crocs à venin
En 2009, une équipe de scientifiques a découvert, en analysant un crâne de Sinornithosaurus haoiana, différents indices tendant à montrer qu'il était venimeux, ce qui en ferait le premier dinosaure venimeux à avoir été découvert. Un de ces indices est qu'il possédait deux dents particulièrement longues, au milieu de la mâchoire, qui devaient être des crochets à venin. Ils ont également suggéré que ses dents avant, courtes et légèrement dirigées vers l'avant, auraient également pu servir à arracher les plumes des oiseaux qu'il chassait.
Cependant, en 2010, une autre équipe de scientifiques dirigée par Federico Gianechini a publié un article mettant en doute l’affirmation selon laquelle Sinornithosaurus était venimeux. Ils ont noté que les dents rainurées ne sont pas uniques à ce genre, et en fait, les dents rainurées se retrouvent dans de nombreux autres théropodes, y compris d'autres dromaeosauridés. Ils ont également démontré que les dents n'étaient pas anormalement longues comme le prétend Gong et son équipe, mais étaient plutôt sorties de leurs orbites, un artefact conservateur commun dans les fossiles écrasés et aplatis. Enfin, ils n'ont pas pu vérifier de manière indépendante la présence de supposées chambres pour les glandes à venin citées par l'équipe de Gong, ne trouvant que les sinus normaux du crâne.
Dans le même numéro de la revue, Gong et son équipe ont soumis une réévaluation de l'étude de 2010, mettant en doute leurs conclusions. Ils ont admis que les dents cannelées étaient courantes chez les théropodes (bien qu’ils aient suggéré qu’ils ne l’étaient que chez les maniraptorans à plumes) et avaient émis l’hypothèse que le venin pouvait être un trait primitif pour tous les archosaures, voire tous les reptiles, qui étaient conservés dans certaines lignées. Ils ont également contesté l'affirmation selon laquelle les dents se trouvaient hors de leurs orbites de l'holotype de Sinornithosaurus , bien qu'ils aient admis qu'ils n'étaient pas dans une position tout à fait naturelle. La réévaluation de Gong a également affirmé que certains spécimens non décrits avaient des dents parfaitement articulées montrant une longueur similaire. Cependant, ces dents cannelées ne constituent pas une preuve directe de venin, car les espèces animales non venimeuses (telles que les babouins ) ont des dents cannelées similaires.

## Position au sein des droméosauridés
Cette classification a été publiée par Holtz, en 2011, à l'exception des microraptorinés ou microraptoriens (Phil Senter, James I. Kirkland, Donald D. DeBlieux, Scott Madsen and Natalie Toth, 2012) :
- Famille Dromaeosauridae
  - Dromaeosauroides
  - Luanchuanraptor
  - Mahakala
  - Pamparaptor
  - Ornithodesmus
  - Variraptor
  - Pyroraptor (="Variraptor ?)
  - Sous-famille Microraptorinae
    - Tianyuraptor
    - Hesperonychus
    - Microraptor
    - Cryptovolans
    - Graciliraptor
    - Sinornithosaurus
      - Sinornithosaurus haoiana
      - Sinornithosaurus millenii

  - Sous-famille Unenlagiinae
  - Clade Eudromaeosauria[11]
    - Sous-famille Dromaeosaurinae
    - Sous-famille Saurornitholestinae
    - Sous-famille Velociraptorinae

En 2020, A. W. Poust et ses collègues le placent en groupe frère du genre chinois Wulong.